# Михалич, Славко
Славко Михалич (хорв. Slavko Mihalić; 16 марта 1928, Карловац — 5 февраля 2007, Загреб) — хорватский поэт. Член Хорватской академии наук и искусств. Председатель хорватского союза писателей (2000).

## Биография
Начальную и среднюю школу оакончил в Карловаце. Пишет с 14 лет. Поступил на факультет философии Загребского университета. Там в 1952 году он начал выпускать ежемесячный литературный журнал «Tribina». Работал редактором в издательстве «Lykos».
Его первый сборник стихотворений «Камерная музыка» вышел в 1954 году. В конце 1950-х он был одним из инициаторов Стружского фестиваля поэзии.
В 1970-х годах, не имея возможности свободно публиковаться, занимается переводами поэзии.
С 1984 года член, а с 1991 года действительный член Хорватской академии наук и искусств.
С 1995 года член-корреспондент Словенской Академии наук и искусств.
Его сборники стихов выходили более чем на 20 языках мира.

## Книги
- 1954 — Komorna muzika
- 1956 — Put u nepostojanje
- 1957 — Početak zaborava
- 1958 — Darežljivo progonstvo
- 1964 — Ljubav za stvarnu zemlju
- 1966 — Jezero
- 1969 — Posljednja večera
- 1972 — Vrt crnih jabuka
- 1977 — Klopka za uspomene
- 1980 — Izabrane pjesme, u: Pet stoljeća hrvatske književnosti, knj. 164
- 1981 — Pohvala praznom džepu
- 1985 — Tihe lomače
- 1987 — Iskorak
- 1988 — Izabrane pjesme
- 1990 — Mozartova čarobna kočija
- 1990 — Ispitivanje tišine
- 1992 — Zavodnička šuma
- 1993 — Baršunasta žena
- 1995 — Karlovački diptih
- 1996 — Približavanje oluje
- 1997 — Pandorina kutija
- 1998 — Sabrane pjesme
- 2000 — Akordeon
- 2004 — Močvara
- 2005 — Posljednja večera